# یواس‌اس ایوید (ای‌ام-۲۵۴)
یواس‌اس ایوید (ای‌ام-۲۵۴) (به انگلیسی: USS Invade (AM-254)) یک کشتی بود که طول آن ۱۸۴ فوت ۶ اینچ (۵۶٫۲۴ متر) بود. این کشتی در سال ۱۹۴۴ ساخته شد.